# Arctia discolor
Arctia discolor là một loài bướm đêm thuộc phân họ Arctiinae, họ Erebidae.